# بازی‌های کازینویی

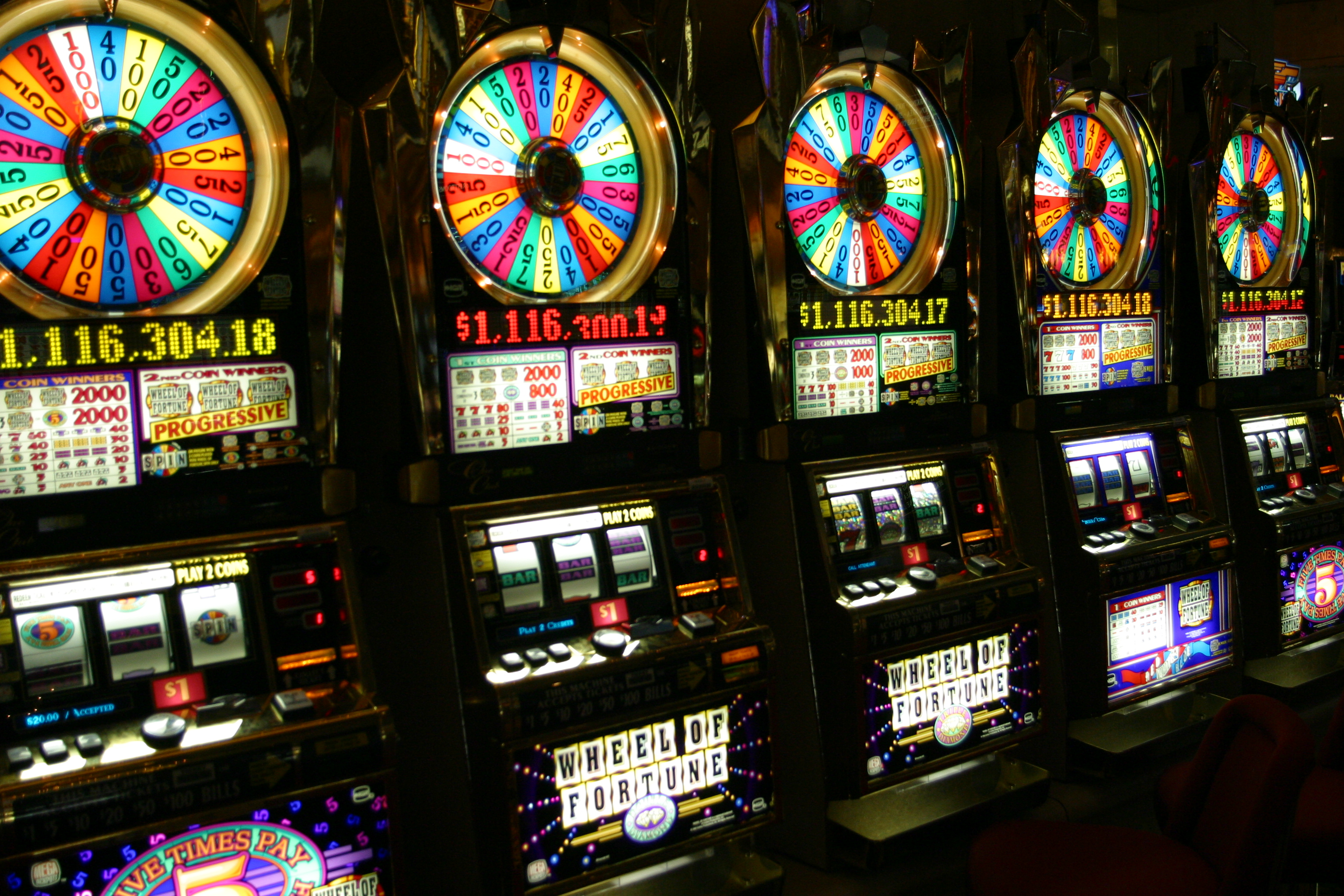
اسلات ماشین‌ها یکی از محبوب ترین بازی کازینویی هستند.

بازی‌های کازینویی (به انگلیسی: Casino) بازی‌هایی هستند که طرفین بازی وجهی را به صورت شرط قرار می‌دهند و هرکس یا هر گروهی که برنده شود. صاحب آن وجه می‌شود.
به عبارت دیگر بازی‌هایی که در آن‌ها جایزهٔ برنده پول است، بازی‌های کازینویی هستند.
البته گاهی طرفینی در کار نیست و با یک دستگاه رو به رو هستیم که درصد قابل توجهی شانس و کمی هم هوش می‌خواهد.
عمدهٔ این بازی‌ها با ورق (پاسور) صورت می‌گیرد که پوکر و ۲۱ رایج‌ترینِ آنهاست.